# Acasta serrata
Acasta serrata is een zeepokkensoort uit de familie van de Balanidae.